# Sähle

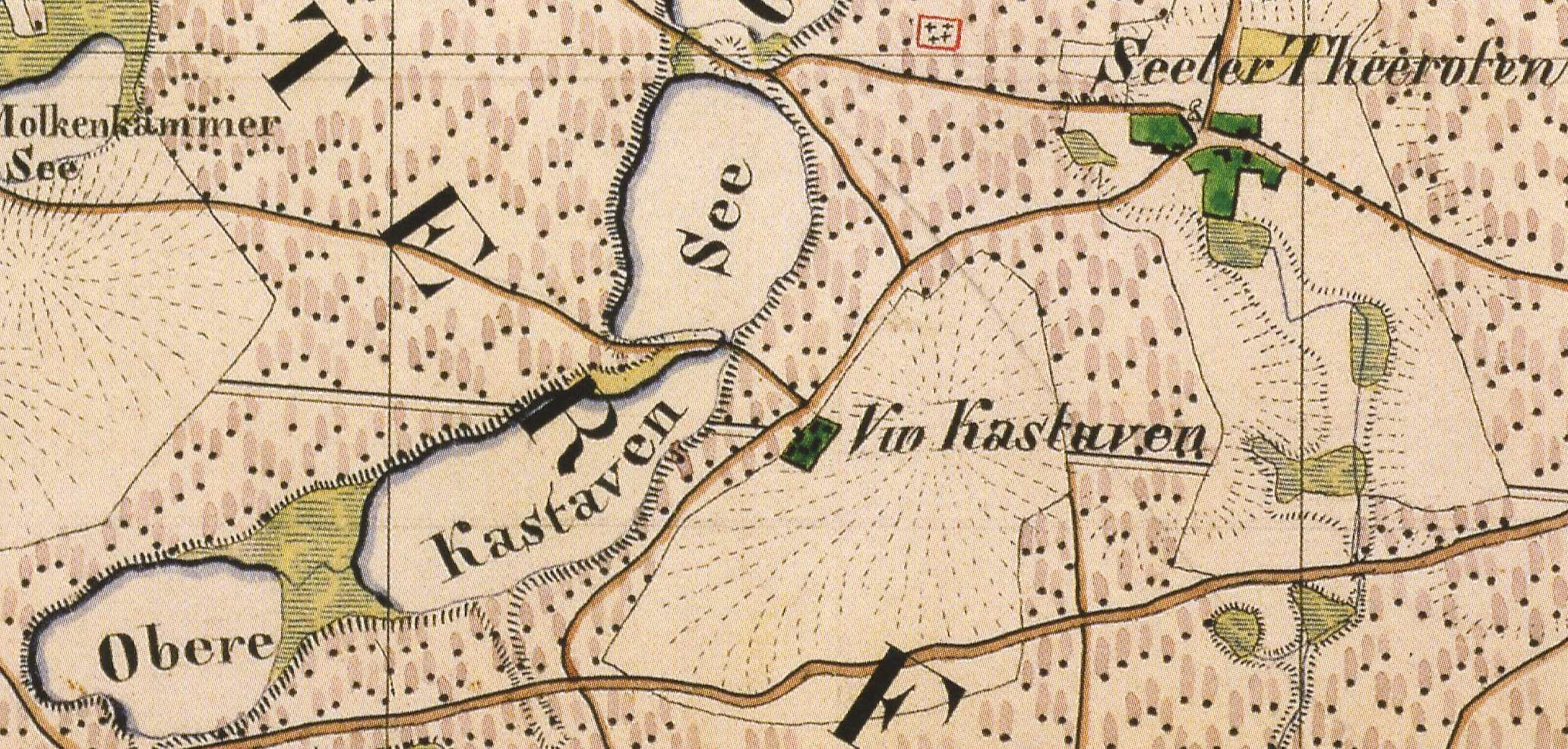
Sähle und Vorwerk Kastaven (der Wohnplatz Kastaven der Stadt Fürstenberg/Havel) auf dem Urmesstischblatt 2745 Lychen von 1825. Als Gut Hammelstall wurde die Bebauung in der südöstlichen Ecke des Straßenkreuzes in Sähle bezeichnet

Sähle ist ein bewohnter Gemeindeteil von Retzow, einem Ortsteil der Stadt Lychen im brandenburgischen Landkreis Uckermark.
Bereits einige Jahre vor 1727 waren dort ein Teerofen und ein Vorwerk angelegt worden. Sähle liegt einerseits auf der ehemaligen Feldmark des mittelalterlichen Dorfes Kastaven, das in der 1. Hälfte des 15. Jahrhunderts wüst gefallen war; die alte Dorfstätte liegt nur 700 m westlich von Sähle. Ein anderer Teil gehörte wohl zur Feldmark Lychen.

## Geographische Lage
Sähle liegt viereinhalb Kilometer westlich der Kernstadt Lychen, 63 bis 65 Meter über Meereshöhe. Die Lokalität gehörte ursprünglich zum Teil wohl auch zur Gemarkung Lychen, hauptsächlich aber zur Feldmark des im 15. Jahrhundert wüst gefallenen Dorfes Kastaven, dessen Dorfstätte 700 Meter westlich von Sähle im Wald liegt. Dort dokumentiert ein Friedhof mit dem Rest einer mittelalterlichen Feldsteinkirche die Mitte des alten Dorfes.

## Geschichte
In der Stiftungsurkunde für das Kloster Himmelpfort vom Jahre 1299 wurde Kastaven erstmals urkundlich erwähnt („Carstauel cum suis pertinentiis“). Es wurde damals von Albrecht III. zusammen mit fünf anderen Dörfern zur (Erst-)Ausstattung des Klosters bestimmt. In der ersten Hälfte des 15. Jahrhunderts wurde das Dorf nach einer Plünderung und Brandschatzung nicht wieder aufgebaut und fiel wüst. Die Feldmark wurde danach von Rutenberg aus bewirtschaftet. Sähle liegt am östlichen Rand, etwa in der Mitte der Nord-Süd-Erstreckung der alten Feldmark Kastaven. Die Herkunft des Namens Sähle/Seele, auch Soehlen, Saehlen und Seelen ist unklar und taucht erstmals 1728 in den Urkunden auf. Sophie Wauer hält ihn für einen Flurnamen, der sich von mnd. sölen, besudeln, beschmutzen, sich im Schmutz wälzen herzuleiten ist. Sie hält eine Herleitung von einem Betreiber oder auch die Ableitung von mnd. *sol = mit stehendem Wasser gefüllte Niederung, Teich für wenig wahrscheinlich. Sähle ist auch eine Bezeichnung für eine Weide, lat./wiss. Salix. Nach dieser Deutung wäre Sähle ein Platz oder Ort, an dem Weiden wuchsen.
Bereits einige Jahre vor 1727 war an der Lokalität Sähle ein Teerofen entstanden, der aber damals noch der Kastawen genannt wurde. Er hatte Land sowohl von der lychenschen Mühle wie auch von der Feldmark Kastaven. Dieser Teerofen könnte bereits im 16. Jahrhundert einen Vorgänger gehabt haben, denn 1574 betrieb die Herrschaft Badingen und Himmelpfort Ackerbau „bey Thären Sählcken“.
Vermutlich zur gleichen Zeit wie der Teerofen war zudem auf Sähle direkt westlich des Teerofens ein Vorwerk (das Neue Vorwerck) der Herrschaft Badingen und Himmelpfort (ab 1727 Amt Badingen) entstanden, das einen großen Teil der Feldmark des ehemaligen Kastaven bewirtschaftete. Dieses Vorwerk ist nicht mit dem anderen Vorwerk Kastaven identisch, das südwestlich von Sähle lag (heute Wohnplatz Kastaven der Stadt Fürstenberg/Havel).

### Der Teerofen
1728 gab der Teerschweler Hieronymus Hartwig altershalber auf. Das Land, das zum Teerofen gehörte, wurde in diesem Jahr vom Neuen Vorwerck auf Sähle bewirtschaftet. 1729 bewarb sich der mecklenburgische Teerschweler Johann Peter um die Pachtung des Teerofens, die Sähle genannt. 1730 wird der Teerofenschweler Johann Peter von der Soelen genannt. 1731 sollte das Land, das zum Teerofen gehörte, erweitert werden. Dazu sollten die Ländereien urbar gemacht werden, denn der Teerofen konnte kein weiteres Land dazubekommen. Das übrige Land auf der Feldmark Kastaven war schon zum Amtsvorwerk Sähle gelegt worden. 1757 hatte der Teerschweler zu Sähle 118 Morgen Ackerland, 17 Morgen Wiese und 1½ Morgen Garten. 110½ Morgen sind separat verpachtet. Das Teerschwelerland umfasste 1767 110½ Morgen. Dazu hat er weitere 133 Morgen bekommen, die vorher von der Lychenschen Mühle genutzt wurden. 1775 existierte auf Sähle nur der Teerofen mit einer Feuerstelle. 1790 wurden drei Feuerstellen gezählt. 1801 wurde der Teerofen als Erbzinsvorwerk bezeichnet, 1839 als Erbpachtvorwerk. Es wurden vier Feuerstellen bzw. vier Wohnhäuser gezählt. 1801 protestierte der Besitzer gegen die Schreibweise Seelers Teerofen. 1852 war der Betrieb erweitert worden. Neben der Teerschwelerei wurden nun das Kienöl auch aufbereitet. Außerdem war eine Ziegelei und ein Kalkbrennofen eingerichtet worden. Die Kalksteine wurden aus Rüdersdorf angeliefert(!). 1854 erhielt der Besitzer Seehausen die Erlaubnis auch eine Töpferei und einen Töpferbrennofen anzulegen. 1861 arbeiteten in der Kalkbrennerei zwei Arbeiter und ein Aufseher und in der Ziegelei drei Arbeiter und ein Aufseher. 1868 gab es die Seehausensche Gärtnerei auf Sähle, in der F. Bouché Rosen veredelte. In diesem Jahr wurde Gutsbesitzer Ludwig Ferdinand Seehausen wurde zum stellvertretenden Feuerlösch-Commissarius für den XI. Bezirk des Kreises Templin gewählt.

### Das Neue Vorwerck
Vermutlich zur gleichen Zeit wie der Teerofen war auf Sähle (westlich des Teerofens) ein Vorwerk der Herrschaft Badingen und Himmelpfort (ab 1727 Amt Badingen) entstanden, das einen großen Teil der Feldmark des ehemaligen Kastaven (zwischen Sähle und dem Kastavensee) bewirtschaftete. Als der Teerschweler Hieronymus Hartwig 1728 altershalber aufgab, wurde das Teerofenland ein Jahr lang vom Neuen Vorwerck auf Sähle mit bewirtschaftet. 1736 hatte die Amtsmeierei Sähle 342 Morgen Acker unter dem Pflug sowie 2 Morgen Garten, 21½ Morgen Wiesen und 7 Morgen Mäsche. Das Teerofenland wurde auch das kleine Vorwerk genannt. Bis 1742 waren weitere Äcker geräumt worden; zur Meierei Söhlen gehörten nun 410½ Morgen, darunter 247 Morgen Acker „bey der alten Kirche“ und einen Kamp zwischen dem Großen und Kleinen Kastavensee (?, wohl eher Oberkastavensee) 1743 wurde das Vorwerk aufgegeben und in eine Schäferei umgewandelt. 1763 wurde bereits ein Hammelstall auf Sähle genannt. Der Name Hammelstall für dieses Gut setzte sich im 19. Jahrhundert als Bezeichnung durch. Das Vorwerk Himmelpfort (in Himmelpfort) hatte damals (einschl. Sähle) 877 Stück Schafe. 1795 wurde die Schäferei als beim Vorwerk Neuthymen und zum Vorwerk Neuthymen gehörig beschrieben. 1858 wurde das Etablissement Hammelstall dagegen mit „liegt direkt bei Sähle“ näher charakterisiert. 1860 umfasste diese Ansiedlung zwei Wohn- und ein Wirtschaftsgebäude. Nach der Topographischen Karte Blatt 1745 Lychen von 1883 (mit Nachträgen bis 1911) wird als Gut Hammelstall die südöstliche Ecke der Ortslage von Sähle bezeichnet. Im Verlauf des 20. Jahrhunderts verschwand die Bezeichnung Hammelstall und der Ort wurde nun einheitlich Sähle genannt.

## Politische Geschichte
Sähle gehörte im Mittelalter zum Kloster Himmelpfort, später zur Herrschaft Badingen und Himmelpfort und ab 1727 zum Amt Badingen. Nach der Auflösung des Amtes Badingen kam es zum Amt Zehdenick bis zu dessen Auflösung 1872/74. Die genannten Ämter gehörten zu Ende des 18. Jahrhunderts zum Uckermärkischen Kreis und Glien-Löwenbergischen Kreis. 1818 kam es zum Landkreis Templin. Sähle gehörte dann ab 1872 zum Forstgutsbezirk Neuthymen. 1929 wurde es in die Gemeinde Retzow eingemeindet und war Wohnplatz von Retzow (1931, 1959). In der Kreisreform von 1952 kam es zum neuen Kreis Templin. 1961 wurde Retzow nach Rutenberg eingemeindet; Sähle war nun ein Ortsteil von Rutenberg. Nach der Trennung von Rutenberg und Retzow 1981 war Sähle wiederum ein Ortsteil von Retzow.
Nach der Wende schloss sich Retzow mit Beenz, Rutenberg und der Stadt Lychen zum Amt Lychen zusammen. Am 31. Dezember 2001 wurde Retzow in die Stadt Lychen eingegliedert. Retzow wurde ein Ortsteil von Lychen, Sähle ist seitdem ein Gemeindeteil von Retzow.

## Kirchliche Verhältnisse
Die Bewohner des Gemeindeteils waren bis 1913 nach Himmelpfort eingekircht, ab 1913 nach Lychen.

## Naturschutzgebiet Hutung Sähle
Südlich der Sähler Straße schließt sich das Naturschutzgebiet „Hutung Sähle“ an. Neben dem Kesselmoor in der südlichen Hälfte wird der größte Teil der Fläche von einem durch Schafhutung aus einer alten Ackerbrache entstandenen Sandtrockenrasen eingenommen.